# Kati Wolf
Katalin Wolf (Szentendre, 24 de septiembre de 1974), conocida como Kati Wolf, es una cantante húngara representante de la Magyar Televízió en el Festival de la Canción de Eurovisión 2011, celebrado en Düsseldorf, Alemania.
Con siete años cantaba la sintonía de la popular serie húngara de dibujos animados Vuk y además de canto, también ha estudiado danza y piano. Tras graduarse en solfeo en la Academia húngara de música se dedicó a tocar con distintos grupos de los que formó parte. Pero la popularidad de Kati creció como la espuma cuando se convirtió en finalista de la versión húngara del programa "X-Factor". En 2009 publicó su primer álbum de estudio bajo el título Wolf-áramlat.
En 2011, Kati recibe una invitación de la MTV húngara para participar en el Festival de la Canción de Eurovisión. La canción elegida, "What About My Dreams?"., es una versión en inglés y húngaro de su tema "Szerelem, miért múlsz?", estrenado inicialmente como single de su segundo álbum. La letra y la música de la misma está compuesta por Péter Geszti, Viktor Rakonczai y Gergő Rácz, compositores de otras participaciones húngaras en el Festival de Eurovisión. El videoclip oficial de la canción fue grabado en febrero de 2011 en diferentes localizaciones de Budapest. Tras superar la primera semifinal (consiguiendo 72 puntos que la dejaron en 7ª posición), Kati participó en la Final, donde no pudo pasar de los 53 puntos, superando sólo a España, Estonia y Suiza.
El 10 de diciembre de 2014 se anunció que Wolf participaría en A Dal, la selección nacional puesta en marcha al año siguiente de su participación, con la canción «Ne engedj el!» con la esperanza de representar a Hungría en el Festival de Eurovisión 2015. Anteriormente fue jurado en la edición de 2012 de la final nacional. Kati llegó a la final, pero no se clasificó para la superfinal.
La Asociación de la Industria Musical Húngara (MAHASZ) publicó el ranking de canciones que más se escucharon en la radio húngara en la década, entre 2010 y 2019, y la publicación dio como resultado que Kati Wolf había sido la artista más escuchada gracias a su canción What About My Dreams.
Kati Wolf tiene marido y dos hijos. Su padre, Peter Wolf, escribió varias canciones para cantantes húngaros como Kati Kovacs y fue ganador en 2005 del premio de composición y dirección musical Ferenc Erkel, así como director de orquesta para las representaciones húngaras en Eurovisión 1994 y 1997.

## Discografía

### Álbumes
- Wolf-áramlat (2009)
- Az első X — 10 dal az élő showból (2011)
- Vár A Holnap (2011)

### Sencillos
- "Vuk dala" (1981)
- "What About My Dreams?", "Szerelem, miért múlsz?" (2011)
- "Vár A Holnap", "Life Goes On" (2011)
- "Az, aki voltam", "The Last Time" (2012)
- "Lángolj" (2012)
- "Hívjuk elő!" (2013)
- "A mesén túl" (2013)
- "Nyár van!" (2014)